# Jānis Grīnbergs
Jānis Grīnbergs (Liepāja, 29 ottobre 1925 – Vilnius, 9 marzo 2013) è stato un cestista, allenatore di pallacanestro, allenatore di pallamano, arbitro di pallacanestro e pallamano e dirigente sportivo lettone, fino al 1991 sovietico.